# Onthophagus cochisus
Onthophagus cochisus là một loài bọ cánh cứng trong họ Bọ hung (Scarabaeidae).